# Azzedine Amanallah
Azzedine Amanallah   (Marràqueix, 7 d'abril de 1956) és un exfutbolista marroquí de la dècada de 1980.
Fou internacional amb la selecció del Marroc amb la qual participà en la Copa del Món de futbol de 1986. Pel que fa a clubs, destacà a Besançon RC, Chamois Niortais FC i EA Guingamp.